# Toros I (książę Armenii Mniejszej)
Toros I (ormiański: Թորոս Ա) – trzeci książę Armenii Cylicyjskiej z dynastii Rubenidów, używał również tytułu Pana Gór. Panował od 1102 lub 1103 roku aż do śmierci. Data jego narodzin nie jest znana, natomiast data śmierci jest przedmiotem sporów- najprawdopodobniej był to 17 lutego 1129 roku lub 16 lutego 1130 roku. 
Swoje rządy opierał na sojuszu z łacinnikami i to właśnie dzięki nim mógł osiągać sukcesy, takie jak na przykład zdobycie bizantyjskich twierdz w Anazarbus i Sis, które uczynił swoją stolicą. Głównym zagrożeniem dla jego władztwa były grupy koczowniczych Turków atakujących z północy, które jednak zawsze udawało mu się odeprzeć. 
Pomścił śmierć króla Gagika II, zabijając morderców odpowiedzialnych za ten zamach. Ten akt zemsty był często używany przez XII wiecznych kronikarzy jako argument na pokrewieństwo między dynastią Rubenidów a Bagratydami. 
Przyczynił się również do rozwoju kościoła ormiańskiego w Cylicji, przeznaczając duże sumy na budowę i wyposażenie świątyń.

## Życiorys
Toros był starszym synem Konstantyna I i nieznanej z imienia kobiety, która prawdopodobnie była praprawnuczką słynnego generała bizantyjskiego Bardasa Fokasa Starszego.
Księstwo odziedziczył po swoim ojcu i władał nim z twierdz Wahka i Parcypert. W 1107 roku, zachęcany przez Tankreda, księcia Galilei, podjął ofensywę w kierunku rzeki Pyramus (obecnie Ceyhan) i zajął, uważaną za niemożliwą do zdobycia, twierdzę w Anazarbus. Jego następnym łupem było Sis (współczesne Kozan), które ustanowił swoją stolicą. Zwycięstwa te upamiętnia kościół wzniesiony w Anazarbus.
W 1108 roku wraz z innymi ormiańskimi władcami stawił czoło najazdowi tureckich koczowników pod dowództwem Dafara. Do rozstrzygającej bitwy doszło pod murami zamku Hartan, gdzie Turcy zostali rozgromieni a zwycięzcy podzielili między siebie zdobyte na nich łupy. W 1111 roku znów przyszło mu stawić czoła Turkom. Tym razem najazd był groźniejszy, gdyż na jego czele stał sułtan Ikonium, Malikszah. Wyprawił się on na posiadłości Rubenidów i w pierwszym starciu udało mu się rozbić jedną z ormiańskich armii. Cylicję ocalił jednak Leon, brat Torosa, którego uderzenie zmusiło Turków do odwrotu.
Z racji powiązań z Bagratydami (XII wieczni kronikarze ormiańscy twierdzili wręcz że Rubenidzi byli z nimi spokrewnieni) Toros szukał okazji do zemsty na zabójcach ostatniego króla Ani- Gagika II. W 1112 zaatakował Kizistrę, gdzie według informacji mieli przebywać mordercy. Zaskoczony garnizon nie miał szans w starciu z Ormianami, którzy dokonali rzezi załogi i przebywających tam cywilów. Oszczędzono jedynie trzech braci- domniemanych zabójców Gagika. Według relacji Toros odkrył u nich przedmioty należące do króla i w gniewie pobił na śmierć jednego z braci. Pozostali bracia również zostali zabici.
W 1114 roku ormiański władca Wasil Dgha, następca Kogha Wasila, zagrożony przez łacinników zwrócił się o pomoc do Al-Bursukiego, gubernatora Mosulu. Łacinnicy, którzy dowiedzieli się o spisku zorganizowali karną ekspedycję przeciwko Wasilowi, jednak próba zdobycia Rabanu zakończyła się porażką. Wasil, opuszczony przez Al-Bursukiego zwrócił się o pomoc do Torosa a ten zadeklarował chęć sojuszu i zaprosił go na rozmowy. Do żadnych negocjacji jednak nie doszło a Wasil został wtrącony do więzienia i sprzedany Baldwinowi II z Edessy, który zmusił go do zrzeczenia się swych posiadłości i migrację do Konstantynopola. Dalsze wyprawy łacinników przeciwko Ormianom w Cylicji doprowadziły do tego iż w 1117 roku Toros był jedynym niezależnym ormiańskim księciem. Nadal jednak blisko współpracował z krzyżowcami, na przykład w 1118 roku Toros wysłał oddziały pod dowództwem Leona, jako posiłki dla Rogera z Salerno, który oblegał Azaz.
Toros zmarł w 1129 lub w 1130 roku. Tron książęcy odziedziczył po nim jego syn- Konstantyn II.